# Amenhotep (Virrey de Kush)
| i | mn · n · Y1 · t · p |

| i | mn · n · Y1 · t · p |

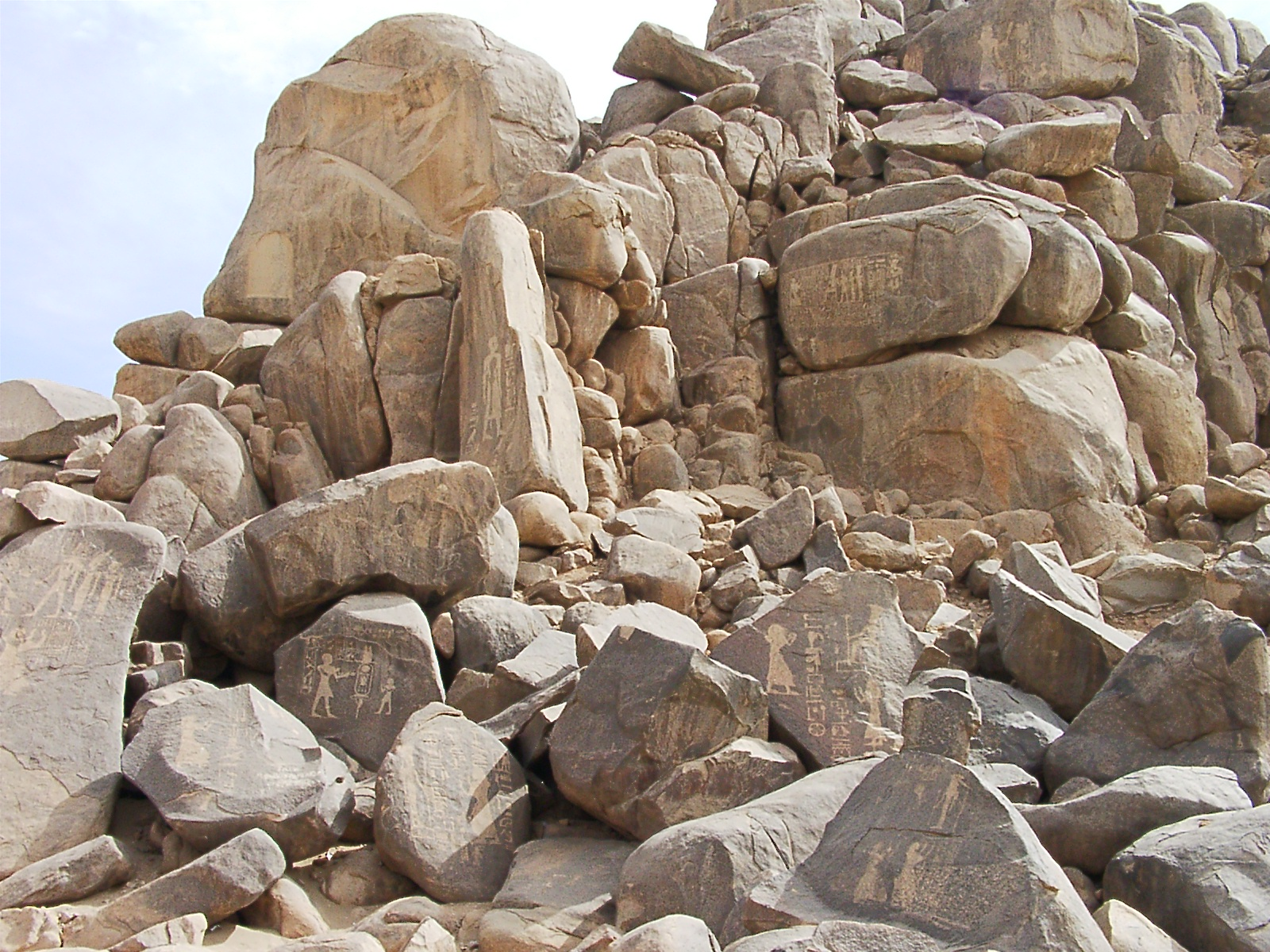
Inscripciones jeroglíficas en las rocas de isla de Sehel.

Amenhotep fue un funcionario egipcio que vivió durante la dinastía XVIII y a quién se concedió el título de Sa nesut-en-Kush, lo que le identifica como virrey de Kush. En esta función, era el administrador principal de las provincias nubias. 
Amenhotep parece ser que alcanzó el cargo bajo Thutmose IV; aparece con su título principal en una inscripción en la roca en la isla de Sehel, donde lleva también los títulos de Supervisor del ganado de Amón, Supervisor de las obras en el Alto y Bajo Egipto, Jefe de los establos de su Majestad, Supervisor de las Tierras Lejanas del sur y Escribano del Rey. La inscripción no tiene la fecha del reinado de ningún rey, pero hay una estela en el Museo Ashmolean de Oxford que pertenecía a un Supervisor del ganado de Amón y Confidente en Kush, tal vez la misma persona, y que muestra los nombres de rey Tutmose IV. En el caso de que ambos monumentos perteneciesen a la misma persona, Amenhotep estaría en el cargo nombrado por este faraón.

### Citas
1. ↑  Annie Gasse y Vincent Rondot: Les inscriptions de Séhel, Cairo 2007 ISBN 978-2-7247-0434-1 158-159, nº SEH 264.
2. ↑  Labib Habachi (1980): Lexikon der Ägyptologie. volumen 3: Horhekenu – Megeb. Ed. Harrassowitz, ISBN 3-447-02100-4, pág. 632.

| Predecesor: Usersatet | Sa-nesut-en-Kush Dinastía XVIII | Sucesor: Merimose |

´
- Datos: Q4742414